# Чон Гі Йон
Чон Гі Йон (кор. 전기영; нар. 11 липня 1973) — південнокорейський дзюдоїст, олімпійський чемпіон 1996 року, триразовий чемпіон світу.

## Виступи на Олімпіадах
| Олімпіада    | Дисципліна | Місце |
| ------------ | ---------- | ----- |
| Атланта 1996 | до 86 кг   | 1     |